# Jerzy Gnatowski
Jerzy Gnatowski (ur. 17 marca 1929 w Łomży, zm. 4 stycznia 2012 w Lublinie) – polski malarz.

## Życiorys
Ukończył studia na Wydziale Sztuk Pięknych Uniwersytetu im. Mikołaja Kopernika w Toruniu, gdzie w późniejszych latach był wykładowcą technik malarskich i kopii.
Od 1955 prezentował grafiki, rysunki, akwarele, tempery i obrazy olejne. Malował przede wszystkim pejzaże, wyłącznie w plenerze.
Przez wiele lat mieszkał w Kazimierzu Dolnym, skąd przeniósł się z Warszawy. Był członkiem Kazimierskiej Konfraterni Sztuki.
Na swoim koncie miał ponad 80 wystaw indywidualnych i kilkadziesiąt zbiorowych w Polsce i za granicą. Był laureatem wielu nagród i wyróżnień a jego prace znajdują się w kolekcjach muzealnych i prywatnych. Należał do Brytyjskiej i Królewskiej Akademii Akwareli.